# Биляна Йованович
Биляна Йованович (на сръбски: Biljana Jovanović) е сръбска публицистка, поетеса и писателка, авторка на произведения в жанровете драма и лирика. Тя е активен борец за защита на основните човешки права, а по времето на разпадането на Югославия и войните за югославското наследство е активистка в подкрепа на мира.

## Биография и творчество
Биляна Йованович е родена на 28 януари 1953 г. в Белград, Югославия. Баща ѝ е известния югославски, черногорски и сръбски политик Батрич Йованович, а брат ѝ, Павле Йованович, е юрист, професор в Университета в Нови Сад.
Завършва е Белградския университет със специалност философия. Като студентка се омъжва за състудента си Драган Лакиевич, известен впоследствие писател и публицист. Развеждат се по-късно.
През 1977 г. дебютира със сборника със стихотворения „Čuvar“ (Пазач). Първият ѝ роман „Пада Авала“ е издаден през 1978 г. Той е повратна книга за непокорния дух на младия Белград и е един от най-добрите романи в сръбската литература. Той представя интимния живот на млада музикантка и нейните екзистенциални и духовни приключения. Става пример за нов жанр, проза, написана от жени, приемайки типично женския опит като съдържание, женската сексуалност като неразделна част от женската личност, контрастирайки го със стереотипите и конвенционалната роля на жените в обществото на онова време. Романът разчупва рамките на направлението на социалистическия реализъм.
Авторка е и на романите „Кучета и други“ и „Душа единица моя“, и на пиесите „Улрике Майнхоф“, „Лети в гората като птица“, „Централен затвор“ и „Стая на Босфора“.
Биляна Йованович е интелектуалка и общественичка. През 70-те и 80-те години участва в подписките репресиите и митовете на комунистическия режим. Става член на първия Комитет за защита на художествените свободи, основан през 1982 г. в защита на босненския поет Гойко Джого в централата на Асоциацията на писателите на Сърбия във Франция, а после и на осъдения писател Адем Демачи от Прищина, срещу прилагането на скандалния и репресивен чл.133, използван за потискане на свободата на мнение. Когато Асоциацията на писателите на Сърбия става все по-националистическа в края на 80-те години, Йованович се дистанцира от нея.
Става член и президент на първата неправителствена организация – Комитета за защита на човека и околната среда, основан през 1984 г. също във Франция. Включва се в антинационалистическото движение в началото на 90-те, като организира протести, призоваващи за мир и толерантност. Тя е един от основателите на Белградския кръг, на движението за гражданско съпротивление (Civilni pokret otpora) през 1992 г. През същата година е един от основателите на Летящата учебна работилница (Leteća učionica radionica), художествен проект, опитващ се да поддържа културната и интелектуална връзка на бившето югославско пространство.
През 1993 и 1994 г. публикува, заедно с Маруша Крезе, Рада Ивекович и Радмила Лазич, съвместната антивоенна кореспонденция „Вятърът отива на юг и обръща се на север“.
През 1980-те се омъжва за словенския социолог Растко Мочник. Живеят в Любляна и Белград.
Биляна Йованович умира от мозъчен тумор на 11 март 1996 г. в Любляна, Словения.
В нейна чест през 2005 г., от Сръбското литературно дружество с подкрепата на Министерството на културата и информацията на Република Сърбия, и по повод на 10-годишнината от смъртта ѝ, е учредена литературната награда „Биляна Йованович“.

## Произведения

### Самостоятелни романи
- Pada Avala (1978)
- Psi i ostali (1980)
- Duša jedinica moja (1984)

### Сборници
- Čuvar (1977) – поезия

### Пиеси
- Ulricke Meinhof (1982)
- Leti u goru kao ptica (1983)
- Centralni zatvor (1992)
- Soba na Bosforu (1996)

### Документалистика
- Vjetar ide na jug i obrće se na sjever (1993 – 1994) – с Маруша Крезе, Рада Ивекович и Радмила Лазич